# بلطي مدان
البلطي المدان (Amatitlania nigrofasciata) هو نوع من الأسماك من عائلة البلطية، موطنه في أمريكا الوسطى، يُعرف أيضًا باسم البلطي المُخطّط (zebra cichlid).  يُعتبر البلطي المدان من أسماك الزينة الشعبية، وكان أيضًا موضوعًا للعديد من الدراسات حول سلوك الأسماك. 

## التصنيف
وصف ألبرت غونتر الأنواع في الأصل في عام 1867 بعد أن جمع فريدريك دوكين جودمان وأوسبرت سالفين عينات من أمريكا الوسطى.  في عام 2007، تم نقل الأنواع من جنس (Archocentrus) إلى جنس جديد باسم (Amatitlania)، بناءً على دراسة خوان شميتير سوتو لأنواع (Archocentus).  ومع ذلك، اقترحت دراسة أجريت عام 2008 بقيادة أولدريتش ريكان نقل الأنواع إلى (Cryptoheros) و (Amatitlania)، بما في ذلك البلطي المدان إلى جنس (Hypsophrys). 

### التسمية
اسم البلطي المدان مشتق من الخطوط السوداء العمودية على الجسم، والتي ترمزُ لزي السجن المخطط للمُدانين البريطانيين. 

## الوصف

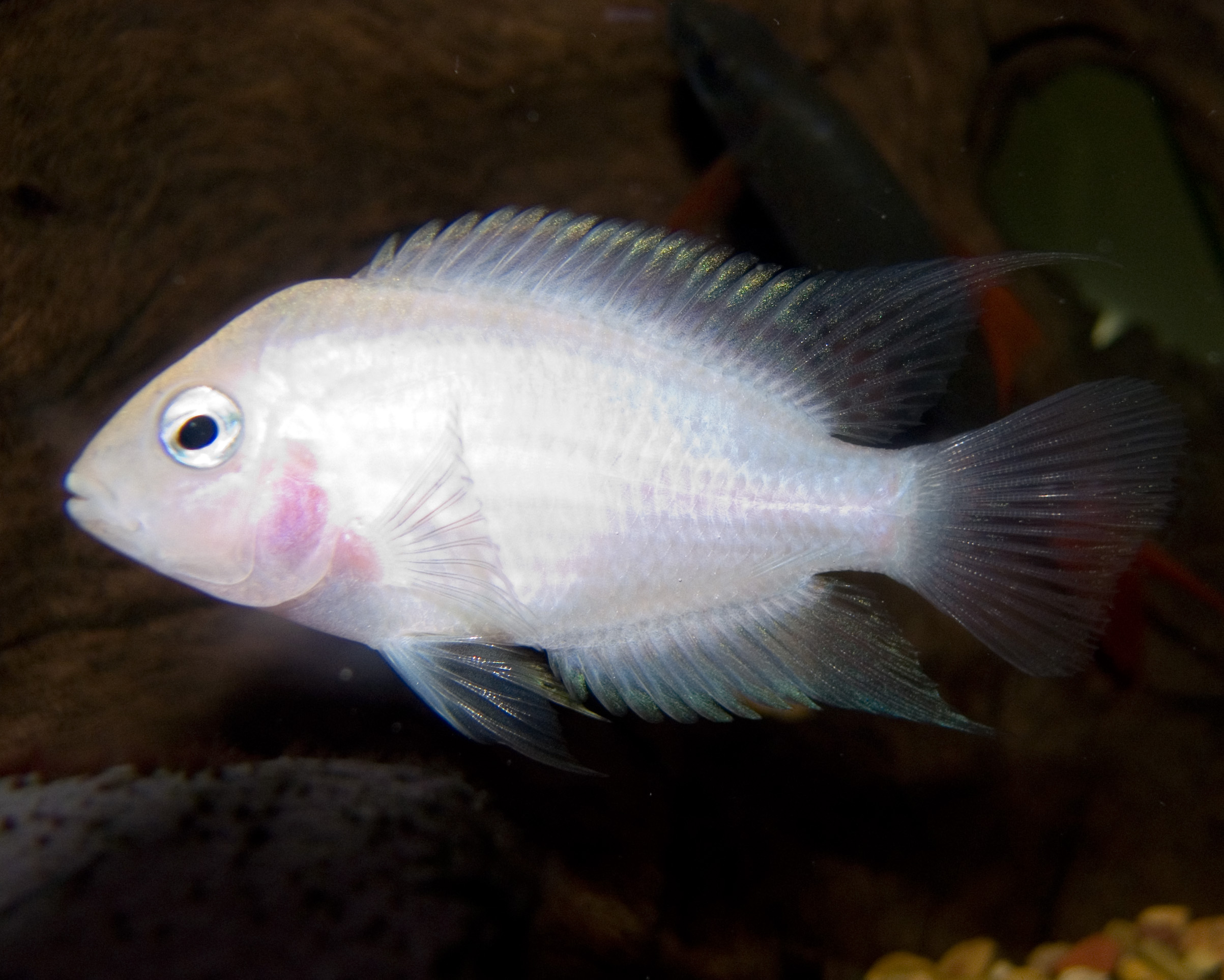
بلطي مدان صغير يظهر باللون اللوسي

يحتوي النوع البري على 8 أو 9 أشرطة عمودية سوداء على جسم أزرق رمادي، بجانب بقعة داكنة على الغطاء الخيشومي. البلطي المدان الصغيرة تكون أحادية الشكل حتى تصل إلى مرحلة النضج الجنسي. يكون الذكر في الغالب رماديًا مع خطوط سوداء فاتحة على طول الجسم. الذكور أكبر من الإناث، وغالبا ما يُصاب الذكور الأكبر سنًا بكتل دهنية أثارية على جباههم. على غير العادة بالنسبة للأسماك، تكون الأنثى ملونة بدرجة أكبر.  لديها شرائط سوداء أكثر كثافة عبر الجسم، ولون وردي إلى برتقالي في المنطقة البطنية وعلى الزعنفة الظهرية.   يبلغ الحد الأقصى للطول القياسي 10 سنتيمترات، ويبلغ الطول الإجمالي 12 سنتيمتر (4.7 بوصة).  يبلغ وزن جسم السمكة حوالي 34–36 غرام (1.2–1.3 أونصة). أدى التكاثر الانتقائي إلى سلالة لوسية. يحدث التلون اللوسي بسبب طفرة في جين صبغي جسمي بشكل وراثي. 

## المدى والموئل

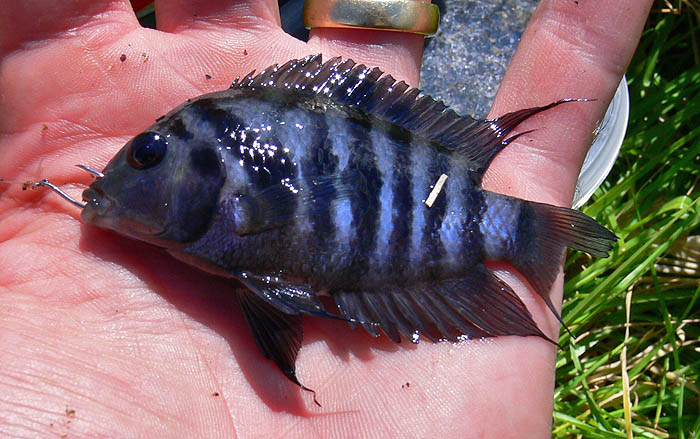
بلطي مدان ذكر عالق بخطاف وخيط، في التدفق الساخن لمحطة طاقة وقود أحفوري في فيكتوريا، أستراليا.

موطن البلطي المدان هو بحيرات وجداول أمريكا الوسطى. على وجه الخصوص، توجد الأنواع على طول الساحل الشرقي لأمريكا الوسطى من جواتيمالا إلى كوستاريكا، وعلى الساحل الغربي من هندوراس إلى بنما. يفضل البلطي المدان نقل المياه، وغالبًا ما يوجد في الموائل ذات الغطاء على شكل صخور أو أغصان غارقة.  في أربعة موائل طبيعية من البلطي المدان في كوستاريكا، وجد أن الأس الهيدروجيني يتراوح من 6.6 إلى 7.8، بينما تراوحت صلابة الكربونات (KH) من 63 إلى 77 جزء في المليون من كربونات الكالسيوم. تراوحت درجة حرارة الماء اليومية بين 26–29 °م (79–84 °ف) .  يمكن أن يتحمل البلطي المدان نسبيًا الماء البارد، مما يسمح له باستعمار البحيرات البركانية على ارتفاعات 1,500 متر (4,900 قدم). 
توجد أيضًا خارج نطاقها الطبيعي، حتى أنها توجد في أستراليا، حيث يمكن العثور عليها في التدفق الدافئ لمحطات الطاقة في فيكتوريا، وفي كوينزلاند الاستوائية.  وُجدت أيضًا في بيرث بأستراليا الغربية.  بالإضافة إلى أستراليا، توجد أيضا في ريونيون، واليابان، والمكسيك،  وكولومبيا،  وتايوان،  والولايات المتحدة الأمريكية.  

## التغذية

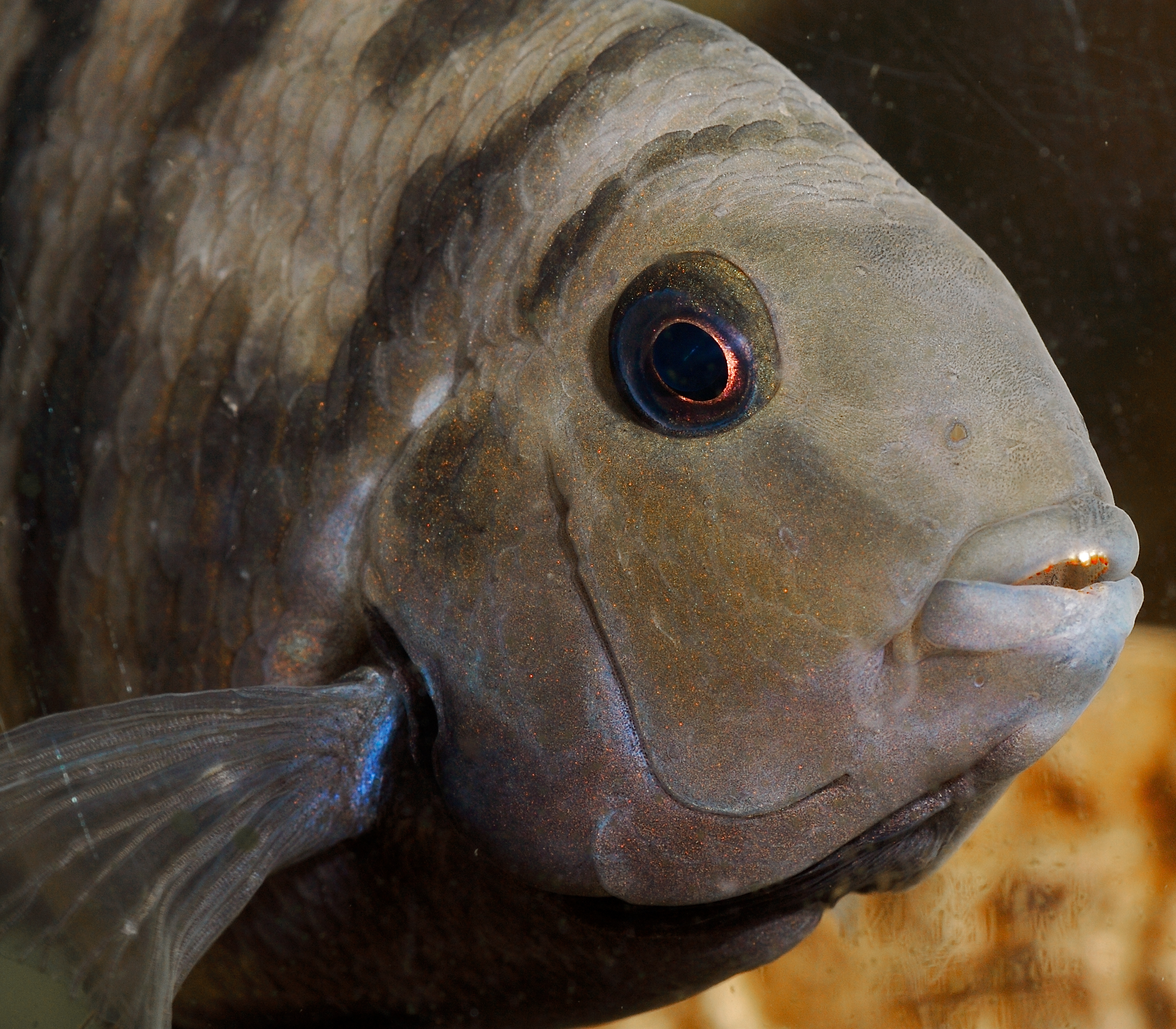
لقطة مقرّبة لبلطي مدان ذكر يظهر أسنانه

في الموائل الطبيعية، يمتلك البلطي المدان نظامًا غذائيًا يتكون من فرائس مختلفة، بما في ذلك القشريات والأسماك الصغيرة والحشرات والديدان والنباتات والطحالب. يمكن له أن يبرز فكه بنسبة 4.2٪ من طوله القياسي، مما يسمح له بالحصول على نظام غذائي متنوع.  يمكن أن يؤثر الوضع الاجتماعي المتدني والإجهاد المرتبط به على وظيفة الجهاز الهضمي في البلطي المدان. 

## التكاثر

### دورة الحياة
يمكن أن يصل البلطي المدان إلى مرحلة النضج الجنسي في سن 16 أسبوعًا، على الرغم من أن النضج الجنسي يحدث بشكل أكثر شيوعًا عند 6 أشهر.  يتزاوج الناضجون جنسيًا زواجا أحاديا وتوضع البيوض في كهوف أو شقوق صغيرة. في البرية، تحفر الأسماك الكهوف عن طريق تحريك الأرض من تحت الحجارة الكبيرة.  تلتصق الإناث بالبيض على جدران الكهف.
على غرار معظم البلطي، مثل البلطي النيلي الموزمبيقي، يحضن البلطي المدان البيض.  يفقس البيض بعد حوالي 72 ساعة من الإخصاب. حتى ذلك الوقت، يطرد الآباء الدخلاء والبيض المفترس المحتملين من جميع أنحاء العش. كما يقومون بتهوية البيض ونقل المياه بزعانفهم فوق القابض لتوفير الأكسجين. يهوون البيض ليلا ونهارا. في الليل يستخدمون حاسة الشم للتعرف على وجود البيض في الظلام، ويحافظون على اتصال زعانف الحوض بالبيض ليبقوا على مسافة مناسبة للتهوية.   في الظلام يتعرف الزوجان على بعضهما البعض ويكتشفان الحيوانات المفترسة باستخدام حاسة الشم. 
بعد الفقس، تقضي اليرقات 72 ساعة أخرى في امتصاص أكياس صفارها وتنمو زعانفها قبل أن تصبح زريعة حرة السباحة.   مثل البلطي الأخرى، يستعيد الآباء صغارهم قبل حلول الظلام، ويمصون ثلاثة أو أربعة في كل مرة ويوصلونهم إلى العش. يتوقع الأبوان الليل، عبر الإحساس بالوقت؛ في التجارب المعملية، استمر البلطي المدان في استعادة صغاره مع اقتراب الليل حتى في حالة عدم وجود أي إشارة، مثل الضوء الخافت.  خلال الليل، تتجمع اليرقات في قاع الكهف أو العش، حيث يقوم الوالدان بتهويتها. 
يظل كلا الوالدين مشاركين في حماية اليرقات من الحيوانات المفترسة للحضنة والانخراط في سلوكيات تساعد على التغذية مثل تحريك الأوراق.  يمكن أن تستمر رعاية الحضنة بالبيض واليرقات والصغار في البرية من 4 إلى 6 أسابيع ، وتحدث مرة واحدة فقط في الموسم بالنسبة لغالبية الإناث. في المقابل، من المعروف أن الإناث في الأحواض تتكاثر عدة مرات في السنة بفترات قصيرة من 12 أو 13 يومًا بين الحضانات، طالما أن الصخور المناسبة أو الأسطح المماثلة متاحة لهم لوضع بيضهم عليها. 

### نظام التزاوج
البلطي المدان أحادي الزواج بشكل متسلسل، لذلك قد تتشكل الروابط الزوجية أولاً قبل إنشاء منطقة معًا، أو قد يحصل كل من الذكر والأنثى على منطقة قبل الاقتران ببعضهما البعض.  

### الاختيار الجنسي
تُفضّل الأنثى التزاوج وفقًا لحجم الذكر وقدرته القتالية. تختار أنثى البلطي دائمًا الأكبر من الذكور. تستفيد الإناث من التزاوج مع ذكر أكبر، حيث ثبت أن الذكور الأكبر حجمًا يمكنهم تربية المزيد من النسل للاستقلال، وهم أفضل في مطاردة الحيوانات المفترسة التي قد تهاجم الأبناء، وهم أفضل في المنافسة على مواقع التكاثر.  ثبت أن الأفراد ذوي الحجم الأكبر مقارنة بخصمهم غالبًا ما يربحون المعارك دون الكثير من الاتصال الجسدي. 

### أدوار الوالدين
البلطي المدان هو نوع ثنائي الوالدين، لذلك عادة ما يتعاون الوالدان من خلال تنفيذ مهام محددة لأدوارهم الأبوية الفردية عند تربية ذريتهم. هذا شائع في أسماك البلطي، وقد أظهرت الدراسات التنسيق بين الأنثى والذكور.  تميل الأنثى إلى البقاء مع الحضنة والقيام بأنشطة تتضمن الحضنة تهوية البيض، بينما يميل الذكر إلى حراسة المنطقة لمطاردة المتسللين والدفاع عن الحيوانات المفترسة.  كلا الوالدين قادرين على تنفيذ جميع مهام الرعاية إلى حد معين. 

## السلوك العدواني
من المعروف أن البلطي المدان شديد العدوانية عند التكاثر، ويمتلك مجموعة متنوعة من السلوكيات والتكيفات المعقدة. نظرًا لطبيعته العدوانية، تتم دراسة البلطي بشكل شائع للتحقيق في العوامل التي قد تسبب سلوكها.  عادةً ما يُظهر البلطي المدان سلوكه العدواني عن طريق العض والمطاردة، كما يُظهر عدوانيته من خلال حجم جسمه. 

## رعاية الأكواريوم

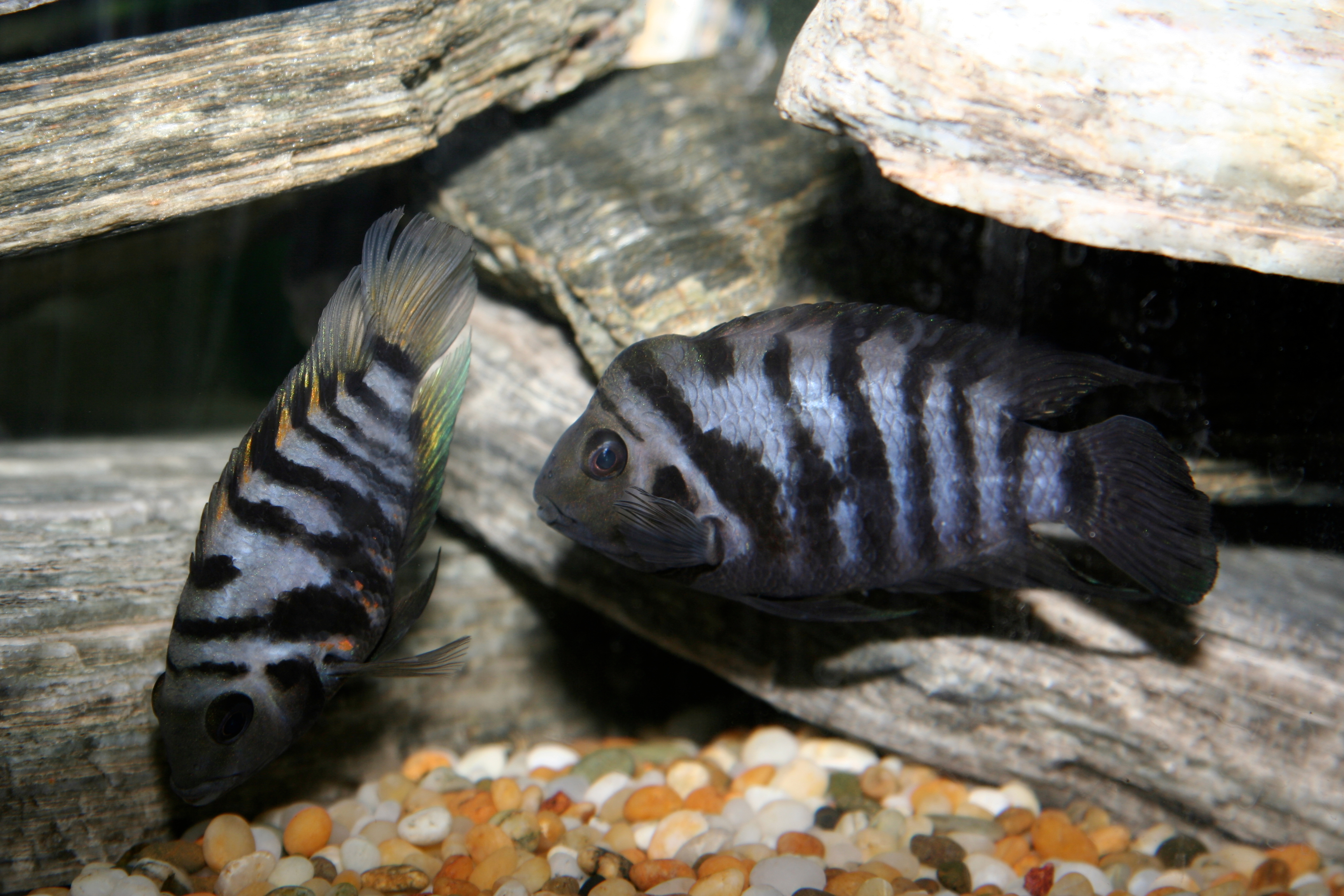
ذكر و أنثى

يجب تزيين الأكواريوم لتقليد البيئة الطبيعية، وتشمل الصخور والكهوف الاصطناعية للتكاثر.  يتفق معظم الخبراء على وجوب الاحتفاظ بزوج من المدانين في حوض مائي بسعة 20 جالونًا أو أكبر. هذا النوع من الحيوانات آكلة اللحوم غير لطيف، ويقبل معظم أنواع الأطعمة السمكية الجاهزة بسهولة.  يستهلك أيضًا النباتات المائية، لذا يوصى باستخدام النباتات البلاستيكية أو النباتات القوية مثل سرخس جافا أو سبرايت الماء.  نظرًا لميل الأنواع إلى الحفر ، فإن الترشيح الخارجي أفضل من أنظمة الترشيح تحت الحصى .  حجمها الصغير نسبيًا، يجعل المدان من القشريات المثالية للمبتدئين والمتقدمين في الأحياء المائية، والمهتمين بمراقبة الروابط الزوجية ورعاية الحضنة.